# Tom Sewell
Tom Sewell (Pensacola, 11 marzo 1962) è un ex cestista statunitense, professionista nella NBA.

## Carriera
È stato selezionato dai Philadelphia 76ers al primo giro del Draft NBA 1984 (22ª scelta assoluta).

## Statistiche

### College
| Anno      | Squadra         | PG | PT | MP   | TC%  | 3P% | TL%  | RP  | AP  | PRP | SP  | PP   |
| --------- | --------------- | -- | -- | ---- | ---- | --- | ---- | --- | --- | --- | --- | ---- |
| 1981-1982 | Lamar Cardinals | 29 | 28 | 22,7 | 52,7 | -   | 69,8 | 2,9 | 2,1 | 1,5 | 0,1 | 8,5  |
| 1982-1983 | Lamar Cardinals | 29 | -  | 30,4 | 51,8 | -   | 73,8 | 2,9 | 1,4 | 1,3 | 0,0 | 18,6 |
| 1983-1984 | Lamar Cardinals | 31 | 31 | 35,2 | 53,9 | -   | 82,4 | 4,7 | 2,5 | 1,3 | 0,1 | 22,9 |
| Carriera  | Carriera        | 89 | 59 | 29,6 | 52,9 | -   | 77,8 | 3,5 | 2,0 | 1,4 | 0,1 | 16,8 |

### NBA

#### Regular Season
| Anno      | Squadra            | PG | PT | MP  | TC%  | 3P% | TL%  | RP  | AP  | PRP | SP  | PP  |
| --------- | ------------------ | -- | -- | --- | ---- | --- | ---- | --- | --- | --- | --- | --- |
| 1984-1985 | Washington Bullets | 21 | 0  | 4,1 | 25,0 | 0,0 | 50,0 | 0,2 | 0,3 | 0,1 | 0,0 | 1,0 |
| Carriera  | Carriera           | 21 | 0  | 4,1 | 25,0 | 0,0 | 50,0 | 0,2 | 0,3 | 0,1 | 0,0 | 1,0 |